# Charles Hardinge, 1. baron Hardinge
Charles Hardinge, 1. baron Hardinge (Charles Hardinge, 1st Baron Hardinge of Penshurst) (20. června 1858, Londýn, Anglie – 2. srpna 1944, Penshurst, Anglie) byl britský diplomat a státník, vnuk maršála a indického generálního guvernéra Henryho Hardinga. Dlouhodobě působil ve službách britského ministerstva zahraničí, byl velvyslancem v Rusku a Francii. V letech 1910–1916 byl místokrálem v Indii, získal Podvazkový řád a od roku 1910 s titulem barona zasedal ve Sněmovně lordů.

## Životopis
Narodil se jako mladší syn Charlese Hardinge, 2. vikomta Hardinge, po matce byl spřízněn s šlechtickou rodinou hrabat z Lucanu. Studoval v Harrow a v Cambridge, v roce 1880 vstoupil do diplomatických služeb. Byl velvyslaneckým tajemníkem v Teheránu a Petrohradě, poté krátce pracoval v Londýně na ministerstvu zahraničí. V letech 1904–1906 byl velvyslancem v Petrohradě a od roku 1904 též členem Tajné rady. Ve funkci státního podsekretáře zahraničí (1906–1910). patřil k blízkým spolupracovníkům ministra zahraničí Edwarda Greye, v roce 1907 odmítl nabídku na post velvyslance v USA a v roce 1909 podnikl s králem Eduardem VII. diplomatickou cestu do Německa. V roce 1910 povýšen na barona z Penshurstu a povolán do Sněmovny lordů.
V letech 1910–1916 byl generálním guvernérem a místokrálem v Indii. K důležitým událostem jeho funkčního období patřila návštěva krále Jiřího V. v Indii (1911) a přesídlení hlavního města z Kalkaty do Dillí (1911). Nesouhlas části Indů s přesunem hlavního města byl příčinou atentátu, při němž byl Hardinge těžce zraněn (1912). Přesto se mu nakonec podařilo zlepšit vztahy mezi Británii a Indií a prosadil významnou vojenskou účast Indů v první světové válce. V roce 1916 se vrátil do Anglie a získal Podvazkový řád. V letech 1916–1920 byl znovu státním podsekretářem zahraničí a mezitím v roce 1916 ještě předsedou vládní komise pro vyšetřování vzpoury v Irsku (1916). Svou kariéru zakončil jako velvyslanec v Paříži (1920–1922).
Získal čestný doktorát v Cambridge a byl také smírčím soudcem v Kentu, kde vlastnil statky. Díky službě v diplomacii získal řadu zahraničních záslužných řádů, byl rytířem Řádu čestné legie, rakouského Leopoldova řádu nebo ruského Řádu sv. Alexandra Něvského.

## Rodina
V roce 1890 se oženil se svou sestřenicí Winnifred Sturt (1868–1914), dcerou 1. barona Alingtona. Jejich starší syn Edward (1892-1914) padl za první světové války, dědicem titulů byl mladší syn Alexander Hardinge, 2. baron Hardinge (1894-1960), který byl dlouholetým soukromým tajemníkem králů Jiřího V., Eduarda VIII. a Jiřího VI. Dcera Diamond (1900-1927) se provdala do rodu Abercromby.
Charlesův bratranec Sir Arthur Henry Hardinge (1859–1933) působil taktéž v diplomacii a byl britským vyslancem v Persii, Portugalsku, Belgii a Španělsku.